# Berberhøne
Berberhønen (Alectoris barbara) er en fasanfugl inden for ordenen af hønsefugle. Den har sit naturlige udbredelsesområde i Nordafrika, og den yngler desuden på Gibraltarklippen og på de Kanariske Øer (Ssp Alectoris barbara koenigi). Den er indført i Portugal og på Madeira, men der er ikke meldt om forekomster på denne ø for nylig. Endvidere findes den på Sardinien. Arten er tæt beslægtet med den vesteuropæiske fasanfugl, rødhønen (Alectoris rufa).
Den 33–36 cm lange fugl er standfugl, der lever i tørre, åbne og ofte bakket land. Den bygger rede i en sparsomt beklædt fordybning i jorden, hvor hunnen lægger 10-16 æg. Berberhønen lever af frø fra en række planter samt af insekter i nogen grad.
Berberhønen er en buttet fugl med gråbrun ryg, gråt bryst og rødbrun underkrop. Hovedet er lysegråt med en bred rødbrun krave. Siderne er hvide med rødbrune striber, og benene er røde. I forhold til rødhønen er de største forskelle hovedet og mønsteret på halsen. 
Når fuglen forstyrres, løber den væk frem for at flyve, men den kan godt flyve kortere strækninger. Dens sang er ret højlydt og lyder noget i retning af tre-tre-tre-tre-tre-cheeche-tre-tre-tre. Berberhønen er nationalfugl i Gibraltar.